# Saint-Malo
Saint-Malo (Bretão: Sant-Maloù) é uma comuna francesa situada no departamento de Ille-et-Vilaine, na região Bretanha.
Saint-Malo conta com cerca de 51 000 habitantes, mas este número pode subir para 200 000 com a vinda de turistas no verão. Com os subúrbios, a população é de cerca de 135 000.
A cidade foi fundada no seculo I a.C. Os romanos fortificaram a cidade, e no século VI os monges irlandeses Brendan e Aaron estabeleceram um mosteiro na região. O nome da cidade vem do Santo Bispo Maclou.
Suas muralhas foram construídas no seculo XII pelo Bispo Jean de Châtillon. No século XX, um bombardeio pelo 3º exército do general Patton, mesmo destruindo a resistência alemã, acabou por devastar a cidade, que demorou 30 anos para ser novamente restaurada. Atualmente é um dos principais pontos turísticos da Bretanha.
O personagem mais célebre é Jacques Cartier, um marinheiro que é creditado pela descoberta do Canadá no século XVI.

## Envelhecimento de vinho
Na década de 2000, criou-se uma tradição entre os comerciantes de vinho local. A "l'Immersion", que consiste no uso de um local dentro do porto da cidade para o envelhecimento de vinhos, quando garrafas são depositadas no mar em caixas feitas de tábuas e baixadas a 15 metros de profundidade. Por ali, as garrafas ficam depositadas por 12 meses, numa temperatura entre  9ºC e 10ºC negativos e longe de raios UV. Com a tradição, criou-se um festival de apreciadores da bebida, quando gourmands e sommeliers de toda a França compram entradas para experienciar o fenômeno.

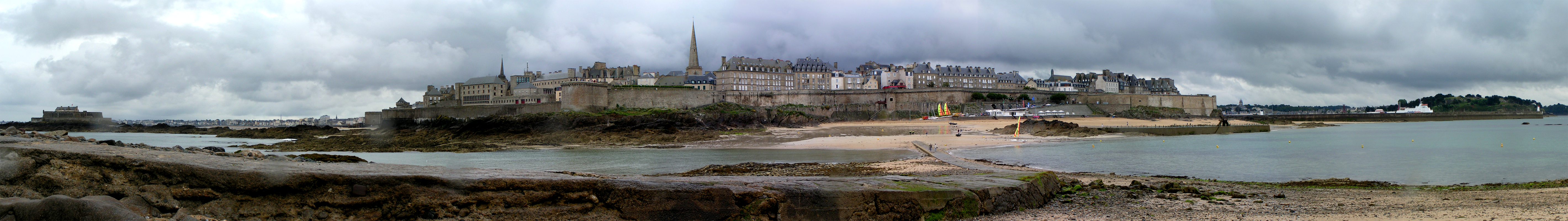
Saint-Malo.